# Mahmoud Soleiman al-Maghrebi
Mahmoud Soleiman al-Maghrebi (en arabe : محمود سليمان المغربي), né à Haïfa en 1935 et décédé le 17 juillet 2009, est un homme d'État et diplomate libyen. Il a notamment été le premier chef du gouvernement de la République arabe libyenne du 8 septembre 1969 au 16 janvier 1970, avant de passer à la dissidence contre Mouammar Kadhafi.

## Biographie

### Enfance et études
Mahmoud al-Maghrebi est né et a grandi à Haifa avant de déménager en Syrie en 1948.
Très attaché à la Syrie, il devient partisan de l'unité arabe. Il cofonde en 1950 en Syrie « Les enfants de Palestine », organisation se battant pour les droits des Palestiniens en Syrie[réf. nécessaire].
Il travaille au ministère de l'éducation au Qatar durant ses études de droit à l'Université de Damas et obtient ensuite son doctorat en droit du pétrole à l'Université George Washington, aux États-Unis.

### Syndicaliste
Installé en Libye et devenu sujet du royaume, Mahmoud al-Maghrebi s'engage sur le terrain syndical. Secrétaire général du Syndicat du pétrole et figure de proue de l'Union générale des travailleurs de Libye, il se fait connaître pour son opposition au régime monarchique d'Idris Ier et passe pour très proche des thèses marxistes.
Il entame en 1967 une grève avec les employés du secteur pétrolier locaux pour protester contre l'exploitation étrangère des ressources libyennes, ce qui lui vaut d'être condamné à quatre ans d'emprisonnement et à la déchéance de sa nationalité libyenne.
Il est libéré en 1969, quelques jours avant la prise de pouvoir par Mouammar Kadhafi.

### Premier ministre
Après le coup d'État de 1969, le profil syndical et politique de Mahmoud Soleiman al-Maghrebi lui vaut d'être nommé Premier ministre de la République arabe libyenne, soit le premier chef du gouvernement du régime de Mouammar Kadhafi.
Al-Maghrebi introduit au sommet de l'État une nette diversité idéologique, son gouvernement comptant plusieurs personnalités baasistes ou marxistes. Les militaires du Conseil de commandement de la révolution, présidé par Kadhafi, voient d'un mauvais œil cette atteinte à la « stratégie identitaire » de la révolution et, dès le 20 novembre, Mahmoud Soleiman al-Maghrebi doit présenter sa démission. Le 16 janvier 1970, Mouammar Kadhafi le remplace au poste de premier ministre, cumulant ainsi les postes de chef de l'État et de chef du gouvernement et accaparant tous les leviers du pouvoir.

### Diplomate
En 1970, Mahmoud al-Maghrebi est  nommé représentant de la Libye auprès des Nations unies, le pays étant alors membre du Conseil de sécurité des Nations unies.
Il déménage ensuite à Londres pour officier en tant qu'ambassadeur de la Libye auprès du Royaume-Uni.

### Opposant au régime
Mahmoud al-Maghrebi quitte l'ambassade en octobre 1976 et passe à la dissidence de rejoignant le Rassemblement démocratique libyen, un groupe d'opposition formé en exil au Caire par Abdel-Moneim Al-Huni, ancien ministre de l'intérieur et Omar al-Meheichi, ancien membre du CCR. Le groupe forme en 1977 un gouvernement libyen d'opposition, soutenu par les services secrets égyptiens et le SDECE français, mais scissionne dès 1978.
Mahmoud al-Maghrebi est victime d'une tentative d'assassinat à Londres en 1978, dont les auteurs seront jugés à Londres en mars 1979.
Toujours installé à Londres où il travaille en tant que consultant juridique, Mahmoud Soleiman al-Maghrebi demeure président du Rassemblement démocratique libyen après la scission de l'organisation. Celle-ci fusionne en 1982 avec le Parti national libyen pour donner le Rassemblement national démocratique libyen. En 1984, son organisation participe à la fondation de l'Alliance nationale libyenne, réunissant plusieurs groupes d'opposants.
Faisant figure de représentant de l'« opposition modérée » à Kadhafi, Mahmoud Soleiman al-Maghrebi accepte cependant de reprendre le contact avec le régime libyen et, en 1987, effectue une visite d'une semaine à Tripoli dans le cadre de la politique de « réconciliation » suivie par Kadhafi.

### Retraite
Mahmoud al-Maghrebi prend sa retraite à Damas en 2008.
Il meurt le 17 juillet 2009 à Damas, laissant une veuve, trois filles et une petite-fille.